# Giro d’Italia 2022/Fahrerfeld
Das Fahrerfeld des Giro d’Italia 2022 umfasst 176 Radrennfahrer in 22 Teams und 29 Nationen. Das Durchschnittsalter aller Teilnehmer liegt bei 28 Jahren und 332 Tagen.
Legende:
- Auszeichnungen in den Wertungen:
  - : Maglia Rosa für den Gesamtführenden
  - : Maglia Ciclamino für den Führenden in der Punktewertung
  - : Maglia Azzurra für den Führenden in der Bergwertung
  - : Maglia Bianca für den Führenden in der Nachwuchswertung
- Nr. : Startnummer
- Aus.: Ausschluss durch Rennleitung vor Rennbeginn
- Susp.: Suspendierung, Ausschluss durch eigenes Team (mit Angabe der entsprechenden Etappe)
- HD: außerhalb der Karenzzeit
- DSQ: Disqualifikation, Ausschluss durch Rennleitung nach Rennbeginn (mit Angabe der entsprechenden Etappe)
- DNF: Aufgabe, Abbruch der Rundfahrt durch den Fahrer während einer Etappe (mit Angabe der entsprechenden Etappe)
- DNS: Aufgabe, Abbruch der Rundfahrt durch den Fahrer vor einer Etappe (mit Angabe der entsprechenden Etappe)

| Ineos Grenadiers IGD | Ineos Grenadiers IGD               | Ineos Grenadiers IGD |
| -------------------- | ---------------------------------- | -------------------- |
| Nr.                  | Fahrer                             | Platz                |
| 1                    | Richard Carapaz (ECU) (Zeitfahren) | 2.                   |
| 2                    | Jonathan Castroviejo (ESP)         | 64.                  |
| 3                    | Jhonatan Narváez (ECU)             | 42.                  |
| 4                    | Richie Porte (AUS)                 | DNF-19               |
| 5                    | Salvatore Puccio (ITA)             | 85.                  |
| 6                    | Pavel Sivakov (FRA)                | 16.                  |
| 7                    | Ben Swift (GBR) (Straße)           | 66.                  |
| 8                    | Ben Tulett (GBR)                   | 38.                  |

| AG2R Citroën Team ACT | AG2R Citroën Team ACT   | AG2R Citroën Team ACT |
| --------------------- | ----------------------- | --------------------- |
| Nr.                   | Fahrer                  | Platz                 |
| 11                    | Andrea Vendrame (ITA)   | 55.                   |
| 12                    | Lilian Calmejane (FRA)  | 86.                   |
| 13                    | Mikaël Chérel (FRA)     | 23.                   |
| 14                    | Felix Gall (AUT)        | 50.                   |
| 15                    | Jaakko Hänninen (FIN)   | 90.                   |
| 16                    | Lawrence Naesen (BEL)   | 124.                  |
| 17                    | Nans Peters (FRA)       | 58.                   |
| 18                    | Nicolas Prodhomme (FRA) | 65.                   |

| Alpecin-Fenix AFC | Alpecin-Fenix AFC          | Alpecin-Fenix AFC |
| ----------------- | -------------------------- | ----------------- |
| Nr.               | Fahrer                     | Platz             |
| 21                | Mathieu van der Poel (NED) | 57.               |
| 22                | Tobias Bayer (AUT)         | 100.              |
| 23                | Dries De Bondt (BEL)       | 109.              |
| 24                | Alexander Krieger (GER)    | DNS-14            |
| 25                | Senne Leysen (BEL)         | 118.              |
| 26                | Jakub Mareczko (ITA)       | DNF-4             |
| 27                | Stefano Oldani (ITA)       | 84.               |
| 28                | Oscar Riesebeek (NED)      | 113.              |

| Astana Qazaqstan Team AST | Astana Qazaqstan Team AST | Astana Qazaqstan Team AST |
| ------------------------- | ------------------------- | ------------------------- |
| Nr.                       | Fahrer                    | Platz                     |
| 31                        | Vincenzo Nibali (ITA)     | 4.                        |
| 32                        | Valerio Conti (ITA)       | DNF-15                    |
| 33                        | David de la Cruz (ESP)    | DNF-20                    |
| 34                        | Joseph Dombrowski (USA)   | 22.                       |
| 35                        | Fabio Felline (ITA)       | 41.                       |
| 36                        | Miguel Ángel López (COL)  | DNF-4                     |
| 37                        | Wadim Pronski (KAZ)       | 29.                       |
| 38                        | Harold Tejada (COL)       | 56.                       |

| Bahrain Victorious TBV | Bahrain Victorious TBV         | Bahrain Victorious TBV |
| ---------------------- | ------------------------------ | ---------------------- |
| Nr.                    | Fahrer                         | Platz                  |
| 41                     | Mikel Landa (ESP)              | 3.                     |
| 42                     | Phil Bauhaus (GER)             | 138.                   |
| 43                     | Pello Bilbao (ESP)             | 5.                     |
| 44                     | Santiago Buitrago (COL)        | 12.                    |
| 45                     | Domen Novak (SLO)              | 31.                    |
| 46                     | Wout Poels (NED)               | 34.                    |
| 47                     | Jasha Sütterlin (GER)          | 87.                    |
| 48                     | Jan Tratnik (SLO) (Zeitfahren) | DNF-3                  |

| Bardiani CSF Faizanè BCF | Bardiani CSF Faizanè BCF | Bardiani CSF Faizanè BCF |
| ------------------------ | ------------------------ | ------------------------ |
| Nr.                      | Fahrer                   | Platz                    |
| 51                       | Filippo Zana (ITA)       | 47.                      |
| 52                       | Luca Covili (ITA)        | 24.                      |
| 53                       | Filippo Fiorelli (ITA)   | DNF-5                    |
| 54                       | Davide Gabburo (ITA)     | 53.                      |
| 55                       | Sacha Modolo (ITA)       | 114.                     |
| 56                       | Luca Rastelli (ITA)      | 106.                     |
| 57                       | Alessandro Tonelli (ITA) | 52.                      |
| 58                       | Samuele Zoccarato (ITA)  | DNF-7                    |

| Bora-Hansgrohe BOH | Bora-Hansgrohe BOH     | Bora-Hansgrohe BOH |
| ------------------ | ---------------------- | ------------------ |
| Nr.                | Fahrer                 | Platz              |
| 61                 | Wilco Kelderman (NED)  | 17.                |
| 62                 | Giovanni Aleotti (ITA) | 72.                |
| 63                 | Cesare Benedetti (POL) | 120.               |
| 64                 | Emanuel Buchmann (GER) | 7.                 |
| 65                 | Patrick Gamper (AUT)   | 108.               |
| 66                 | Jai Hindley (AUS)      | 1.                 |
| 67                 | Lennard Kämna (GER)    | 19.                |
| 68                 | Ben Zwiehoff (GER)     | 51.                |

| Cofidis COF | Cofidis COF               | Cofidis COF |
| ----------- | ------------------------- | ----------- |
| Nr.         | Fahrer                    | Platz       |
| 71          | Guillaume Martin (FRA)    | 14.         |
| 72          | Davide Cimolai (ITA)      | 135.        |
| 73          | Simone Consonni (ITA)     | 121.        |
| 74          | Wesley Kreder (NED)       | 139.        |
| 75          | Anthony Perez (FRA)       | 88.         |
| 76          | Pierre-Luc Périchon (FRA) | 94.         |
| 77          | Rémy Rochas (FRA)         | 71.         |
| 78          | Davide Villella (ITA)     | 63.         |

| Drone Hopper-Androni Giocattoli DRA | Drone Hopper-Androni Giocattoli DRA | Drone Hopper-Androni Giocattoli DRA |
| ----------------------------------- | ----------------------------------- | ----------------------------------- |
| Nr.                                 | Fahrer                              | Platz                               |
| 81                                  | Natnael Tesfatsion (ERI)            | DNF-16                              |
| 82                                  | Mattia Bais (ITA)                   | 82.                                 |
| 83                                  | Alexander Cepeda (ECU)              | DNS-19                              |
| 84                                  | Andrij Ponomar (UKR) (Straße)       | 117.                                |
| 85                                  | Simone Ravanelli (ITA)              | 91.                                 |
| 86                                  | Eduardo Sepúlveda (ARG)             | 76.                                 |
| 87                                  | Filippo Tagliani (ITA)              | 143.                                |
| 88                                  | Edoardo Zardini (ITA)               | 78.                                 |

| EF Education-EasyPost EFE | EF Education-EasyPost EFE        | EF Education-EasyPost EFE |
| ------------------------- | -------------------------------- | ------------------------- |
| Nr.                       | Fahrer                           | Platz                     |
| 91                        | Hugh Carthy (GBR)                | 9.                        |
| 92                        | Jonathan Caicedo (ECU)           | DNS-16                    |
| 93                        | Diego Camargo (COL)              | 79.                       |
| 94                        | Simon Carr (GBR)                 | DNS-8                     |
| 95                        | Magnus Cort Nielsen (DEN)        | 95.                       |
| 96                        | Owain Doull (GBR)                | DNF-7                     |
| 97                        | Merhawi Kudus (ERI) (Zeitfahren) | 61.                       |
| 98                        | Julius van den Berg (NED)        | 140.                      |

| Eolo-Kometa EOK | Eolo-Kometa EOK                | Eolo-Kometa EOK |
| --------------- | ------------------------------ | --------------- |
| Nr.             | Fahrer                         | Platz           |
| 101             | Lorenzo Fortunato (ITA)        | 15.             |
| 102             | Vincenzo Albanese (ITA)        | 68.             |
| 103             | Davide Bais (ITA)              | 125.            |
| 104             | Erik Fetter (HUN) (Zeitfahren) | 83.             |
| 105             | Francesco Gavazzi (ITA)        | 67.             |
| 106             | Mirco Maestri (ITA)            | 96.             |
| 107             | Samuele Rivi (ITA)             | 126.            |
| 109             | Diego Rosa (ITA)               | 77.             |

| Groupama-FDJ GFC | Groupama-FDJ GFC                   | Groupama-FDJ GFC |
| ---------------- | ---------------------------------- | ---------------- |
| Nr.              | Fahrer                             | Platz            |
| 111              | Arnaud Démare (FRA)                | 130.             |
| 112              | Clément Davy (FRA)                 | 144.             |
| 113              | Jacopo Guarnieri (ITA)             | 136.             |
| 114              | Ignatas Konovalovas (LTU) (Straße) | 115.             |
| 115              | Tobias Ludvigsson (SWE)            | 102.             |
| 116              | Miles Scotson (AUS)                | 127.             |
| 117              | Ramon Sinkeldam (NED)              | 132.             |
| 118              | Attila Valter (HUN)                | 35.              |

| Intermarché-Wanty-Gobert Matériaux IWG | Intermarché-Wanty-Gobert Matériaux IWG | Intermarché-Wanty-Gobert Matériaux IWG |
| -------------------------------------- | -------------------------------------- | -------------------------------------- |
| Nr.                                    | Fahrer                                 | Platz                                  |
| 121                                    | Biniam Girmay (ERI)                    | DNS-11                                 |
| 122                                    | Aimé De Gendt (BEL)                    | 105.                                   |
| 123                                    | Jan Hirt (CZE)                         | 6.                                     |
| 124                                    | Barnabás Peák (HUN)                    | 110.                                   |
| 125                                    | Domenico Pozzovivo (ITA)               | 8.                                     |
| 126                                    | Lorenzo Rota (ITA)                     | 32.                                    |
| 127                                    | Rein Taaramäe (EST) (Zeitfahren)       | 46.                                    |
| 128                                    | Loïc Vliegen (BEL)                     | DNF-16                                 |

| Israel-Premier Tech IPT | Israel-Premier Tech IPT             | Israel-Premier Tech IPT |
| ----------------------- | ----------------------------------- | ----------------------- |
| Nr.                     | Fahrer                              | Platz                   |
| 131                     | Giacomo Nizzolo (ITA)               | DNS-14                  |
| 132                     | Jenthe Biermans (BEL)               | 123.                    |
| 133                     | Matthias Brändle (AUT) (Zeitfahren) | 147.                    |
| 134                     | Alexander Cataford (CAN)            | 101.                    |
| 135                     | Alessandro De Marchi (ITA)          | 92.                     |
| 136                     | Alex Dowsett (GBR)                  | 134.                    |
| 137                     | Reto Hollenstein (SUI)              | 129.                    |
| 138                     | Rick Zabel (GER)                    | 137.                    |

| Jumbo-Visma TJV | Jumbo-Visma TJV                           | Jumbo-Visma TJV |
| --------------- | ----------------------------------------- | --------------- |
| Nr.             | Fahrer                                    | Platz           |
| 141             | Tom Dumoulin (NED) (Zeitfahren)           | DNF-14          |
| 142             | Edoardo Affini (ITA)                      | 97.             |
| 143             | Koen Bouwman (NED)                        | 21.             |
| 144             | Pascal Eenkhoorn (NED)                    | 62.             |
| 145             | Tobias Foss (NOR) (Straße und Zeitfahren) | 54.             |
| 146             | Gijs Leemreize (NED)                      | 28.             |
| 147             | Sam Oomen (NED)                           | 20.             |
| 148             | Jos van Emden (NED)                       | 89.             |

| Lotto-Soudal LTS | Lotto-Soudal LTS          | Lotto-Soudal LTS |
| ---------------- | ------------------------- | ---------------- |
| Nr.              | Fahrer                    | Platz            |
| 151              | Caleb Ewan (AUS)          | DNS-12           |
| 152              | Thomas De Gendt (BEL)     | 74.              |
| 153              | Matthew Holmes (GBR)      | 116.             |
| 154              | Roger Kluge (GER)         | 149.             |
| 155              | Sylvain Moniquet (BEL)    | 48.              |
| 156              | Michael Schwarzmann (GER) | 133.             |
| 157              | Rüdiger Selig (GER)       | DNF-9            |
| 158              | Harm Vanhoucke (BEL)      | DNF-17           |

| Movistar Team MOV | Movistar Team MOV        | Movistar Team MOV |
| ----------------- | ------------------------ | ----------------- |
| Nr.               | Fahrer                   | Platz             |
| 161               | Alejandro Valverde (ESP) | 11.               |
| 162               | Jorge Arcas (ESP)        | 60.               |
| 163               | Will Barta (USA)         | 59.               |
| 164               | Oier Lazkano (ESP)       | 98.               |
| 165               | Antonio Pedrero (ESP)    | 27.               |
| 166               | José Joaquín Rojas (ESP) | 69.               |
| 167               | Sergio Samitier (ESP)    | DNF-7             |
| 168               | Iván Sosa (COL)          | 49.               |

| Quick-Step Alpha Vinyl QST | Quick-Step Alpha Vinyl QST | Quick-Step Alpha Vinyl QST |
| -------------------------- | -------------------------- | -------------------------- |
| Nr.                        | Fahrer                     | Platz                      |
| 171                        | Mark Cavendish (GBR)       | 145.                       |
| 172                        | Davide Ballerini (ITA)     | 99.                        |
| 173                        | James Knox (GBR)           | 81.                        |
| 174                        | Michael Mørkøv (DEN)       | DNS-7                      |
| 175                        | Mauro Schmid (SUI)         | 75.                        |
| 176                        | Pieter Serry (BEL)         | 148.                       |
| 177                        | Bert Van Lerberghe (BEL)   | 146.                       |
| 178                        | Mauri Vansevenant (BEL)    | 30.                        |

| BikeExchange-Jayco BEX | BikeExchange-Jayco BEX             | BikeExchange-Jayco BEX |
| ---------------------- | ---------------------------------- | ---------------------- |
| Nr.                    | Fahrer                             | Platz                  |
| 181                    | Simon Yates (GBR)                  | DNF-17                 |
| 182                    | Lawson Craddock (USA) (Zeitfahren) | 107.                   |
| 183                    | Lucas Hamilton (AUS)               | 13.                    |
| 184                    | Michael Hepburn (AUS)              | 112.                   |
| 185                    | Damien Howson (AUS)                | 33.                    |
| 186                    | Christopher Juul-Jensen (DEN)      | 93.                    |
| 187                    | Callum Scotson (AUS)               | 80.                    |
| 188                    | Matteo Sobrero (ITA) (Zeitfahren)  | 70.                    |

| Team DSM DSM | Team DSM DSM          | Team DSM DSM |
| ------------ | --------------------- | ------------ |
| Nr.          | Fahrer                | Platz        |
| 191          | Romain Bardet (FRA)   | DNF-13       |
| 192          | Thymen Arensman (NED) | 18.          |
| 193          | Cees Bol (NED)        | DNS-14       |
| 194          | Romain Combaud (FRA)  | 104.         |
| 195          | Alberto Dainese (ITA) | 122.         |
| 196          | Nico Denz (GER)       | 111.         |
| 197          | Chris Hamilton (AUS)  | 39.          |
| 198          | Martijn Tusveld (NED) | 43.          |

| Trek-Segafredo TFS | Trek-Segafredo TFS      | Trek-Segafredo TFS |
| ------------------ | ----------------------- | ------------------ |
| Nr.                | Fahrer                  | Platz              |
| 201                | Giulio Ciccone (ITA)    | 25.                |
| 202                | Dario Cataldo (ITA)     | 73.                |
| 203                | Mattias Skjelmose (DEN) | 40.                |
| 204                | Juan Pedro López (ESP)  | 10.                |
| 205                | Bauke Mollema (NED)     | 26.                |
| 206                | Jacopo Mosca (ITA)      | 103.               |
| 207                | Edward Theuns (BEL)     | 131.               |
| 208                | Otto Vergaerde (BEL)    | 119.               |

| UAE Team Emirates UAD | UAE Team Emirates UAD           | UAE Team Emirates UAD |
| --------------------- | ------------------------------- | --------------------- |
| Nr.                   | Fahrer                          | Platz                 |
| 211                   | João Almeida (POR) (Zeitfahren) | DNS-18                |
| 212                   | Rui Oliveira (POR)              | 141.                  |
| 213                   | Rui Costa (POR)                 | 44.                   |
| 214                   | Alessandro Covi (ITA)           | 45.                   |
| 215                   | Davide Formolo (ITA)            | 36.                   |
| 216                   | Fernando Gaviria (COL)          | 128.                  |
| 217                   | Maximiliano Richeze (ARG)       | 142.                  |
| 218                   | Diego Ulissi (ITA)              | 37.                   |

| Ineos Grenadiers IGD | Ineos Grenadiers IGD               | Ineos Grenadiers IGD |
| -------------------- | ---------------------------------- | -------------------- |
| Nr.                  | Fahrer                             | Platz                |
| 1                    | Richard Carapaz (ECU) (Zeitfahren) | 2.                   |
| 2                    | Jonathan Castroviejo (ESP)         | 64.                  |
| 3                    | Jhonatan Narváez (ECU)             | 42.                  |
| 4                    | Richie Porte (AUS)                 | DNF-19               |
| 5                    | Salvatore Puccio (ITA)             | 85.                  |
| 6                    | Pavel Sivakov (FRA)                | 16.                  |
| 7                    | Ben Swift (GBR) (Straße)           | 66.                  |
| 8                    | Ben Tulett (GBR)                   | 38.                  |

| AG2R Citroën Team ACT | AG2R Citroën Team ACT   | AG2R Citroën Team ACT |
| --------------------- | ----------------------- | --------------------- |
| Nr.                   | Fahrer                  | Platz                 |
| 11                    | Andrea Vendrame (ITA)   | 55.                   |
| 12                    | Lilian Calmejane (FRA)  | 86.                   |
| 13                    | Mikaël Chérel (FRA)     | 23.                   |
| 14                    | Felix Gall (AUT)        | 50.                   |
| 15                    | Jaakko Hänninen (FIN)   | 90.                   |
| 16                    | Lawrence Naesen (BEL)   | 124.                  |
| 17                    | Nans Peters (FRA)       | 58.                   |
| 18                    | Nicolas Prodhomme (FRA) | 65.                   |

| Alpecin-Fenix AFC | Alpecin-Fenix AFC          | Alpecin-Fenix AFC |
| ----------------- | -------------------------- | ----------------- |
| Nr.               | Fahrer                     | Platz             |
| 21                | Mathieu van der Poel (NED) | 57.               |
| 22                | Tobias Bayer (AUT)         | 100.              |
| 23                | Dries De Bondt (BEL)       | 109.              |
| 24                | Alexander Krieger (GER)    | DNS-14            |
| 25                | Senne Leysen (BEL)         | 118.              |
| 26                | Jakub Mareczko (ITA)       | DNF-4             |
| 27                | Stefano Oldani (ITA)       | 84.               |
| 28                | Oscar Riesebeek (NED)      | 113.              |

| Astana Qazaqstan Team AST | Astana Qazaqstan Team AST | Astana Qazaqstan Team AST |
| ------------------------- | ------------------------- | ------------------------- |
| Nr.                       | Fahrer                    | Platz                     |
| 31                        | Vincenzo Nibali (ITA)     | 4.                        |
| 32                        | Valerio Conti (ITA)       | DNF-15                    |
| 33                        | David de la Cruz (ESP)    | DNF-20                    |
| 34                        | Joseph Dombrowski (USA)   | 22.                       |
| 35                        | Fabio Felline (ITA)       | 41.                       |
| 36                        | Miguel Ángel López (COL)  | DNF-4                     |
| 37                        | Wadim Pronski (KAZ)       | 29.                       |
| 38                        | Harold Tejada (COL)       | 56.                       |

| Bahrain Victorious TBV | Bahrain Victorious TBV         | Bahrain Victorious TBV |
| ---------------------- | ------------------------------ | ---------------------- |
| Nr.                    | Fahrer                         | Platz                  |
| 41                     | Mikel Landa (ESP)              | 3.                     |
| 42                     | Phil Bauhaus (GER)             | 138.                   |
| 43                     | Pello Bilbao (ESP)             | 5.                     |
| 44                     | Santiago Buitrago (COL)        | 12.                    |
| 45                     | Domen Novak (SLO)              | 31.                    |
| 46                     | Wout Poels (NED)               | 34.                    |
| 47                     | Jasha Sütterlin (GER)          | 87.                    |
| 48                     | Jan Tratnik (SLO) (Zeitfahren) | DNF-3                  |

| Bardiani CSF Faizanè BCF | Bardiani CSF Faizanè BCF | Bardiani CSF Faizanè BCF |
| ------------------------ | ------------------------ | ------------------------ |
| Nr.                      | Fahrer                   | Platz                    |
| 51                       | Filippo Zana (ITA)       | 47.                      |
| 52                       | Luca Covili (ITA)        | 24.                      |
| 53                       | Filippo Fiorelli (ITA)   | DNF-5                    |
| 54                       | Davide Gabburo (ITA)     | 53.                      |
| 55                       | Sacha Modolo (ITA)       | 114.                     |
| 56                       | Luca Rastelli (ITA)      | 106.                     |
| 57                       | Alessandro Tonelli (ITA) | 52.                      |
| 58                       | Samuele Zoccarato (ITA)  | DNF-7                    |

| Bora-Hansgrohe BOH | Bora-Hansgrohe BOH     | Bora-Hansgrohe BOH |
| ------------------ | ---------------------- | ------------------ |
| Nr.                | Fahrer                 | Platz              |
| 61                 | Wilco Kelderman (NED)  | 17.                |
| 62                 | Giovanni Aleotti (ITA) | 72.                |
| 63                 | Cesare Benedetti (POL) | 120.               |
| 64                 | Emanuel Buchmann (GER) | 7.                 |
| 65                 | Patrick Gamper (AUT)   | 108.               |
| 66                 | Jai Hindley (AUS)      | 1.                 |
| 67                 | Lennard Kämna (GER)    | 19.                |
| 68                 | Ben Zwiehoff (GER)     | 51.                |

| Cofidis COF | Cofidis COF               | Cofidis COF |
| ----------- | ------------------------- | ----------- |
| Nr.         | Fahrer                    | Platz       |
| 71          | Guillaume Martin (FRA)    | 14.         |
| 72          | Davide Cimolai (ITA)      | 135.        |
| 73          | Simone Consonni (ITA)     | 121.        |
| 74          | Wesley Kreder (NED)       | 139.        |
| 75          | Anthony Perez (FRA)       | 88.         |
| 76          | Pierre-Luc Périchon (FRA) | 94.         |
| 77          | Rémy Rochas (FRA)         | 71.         |
| 78          | Davide Villella (ITA)     | 63.         |

| Drone Hopper-Androni Giocattoli DRA | Drone Hopper-Androni Giocattoli DRA | Drone Hopper-Androni Giocattoli DRA |
| ----------------------------------- | ----------------------------------- | ----------------------------------- |
| Nr.                                 | Fahrer                              | Platz                               |
| 81                                  | Natnael Tesfatsion (ERI)            | DNF-16                              |
| 82                                  | Mattia Bais (ITA)                   | 82.                                 |
| 83                                  | Alexander Cepeda (ECU)              | DNS-19                              |
| 84                                  | Andrij Ponomar (UKR) (Straße)       | 117.                                |
| 85                                  | Simone Ravanelli (ITA)              | 91.                                 |
| 86                                  | Eduardo Sepúlveda (ARG)             | 76.                                 |
| 87                                  | Filippo Tagliani (ITA)              | 143.                                |
| 88                                  | Edoardo Zardini (ITA)               | 78.                                 |

| EF Education-EasyPost EFE | EF Education-EasyPost EFE        | EF Education-EasyPost EFE |
| ------------------------- | -------------------------------- | ------------------------- |
| Nr.                       | Fahrer                           | Platz                     |
| 91                        | Hugh Carthy (GBR)                | 9.                        |
| 92                        | Jonathan Caicedo (ECU)           | DNS-16                    |
| 93                        | Diego Camargo (COL)              | 79.                       |
| 94                        | Simon Carr (GBR)                 | DNS-8                     |
| 95                        | Magnus Cort Nielsen (DEN)        | 95.                       |
| 96                        | Owain Doull (GBR)                | DNF-7                     |
| 97                        | Merhawi Kudus (ERI) (Zeitfahren) | 61.                       |
| 98                        | Julius van den Berg (NED)        | 140.                      |

| Eolo-Kometa EOK | Eolo-Kometa EOK                | Eolo-Kometa EOK |
| --------------- | ------------------------------ | --------------- |
| Nr.             | Fahrer                         | Platz           |
| 101             | Lorenzo Fortunato (ITA)        | 15.             |
| 102             | Vincenzo Albanese (ITA)        | 68.             |
| 103             | Davide Bais (ITA)              | 125.            |
| 104             | Erik Fetter (HUN) (Zeitfahren) | 83.             |
| 105             | Francesco Gavazzi (ITA)        | 67.             |
| 106             | Mirco Maestri (ITA)            | 96.             |
| 107             | Samuele Rivi (ITA)             | 126.            |
| 109             | Diego Rosa (ITA)               | 77.             |

| Groupama-FDJ GFC | Groupama-FDJ GFC                   | Groupama-FDJ GFC |
| ---------------- | ---------------------------------- | ---------------- |
| Nr.              | Fahrer                             | Platz            |
| 111              | Arnaud Démare (FRA)                | 130.             |
| 112              | Clément Davy (FRA)                 | 144.             |
| 113              | Jacopo Guarnieri (ITA)             | 136.             |
| 114              | Ignatas Konovalovas (LTU) (Straße) | 115.             |
| 115              | Tobias Ludvigsson (SWE)            | 102.             |
| 116              | Miles Scotson (AUS)                | 127.             |
| 117              | Ramon Sinkeldam (NED)              | 132.             |
| 118              | Attila Valter (HUN)                | 35.              |

| Intermarché-Wanty-Gobert Matériaux IWG | Intermarché-Wanty-Gobert Matériaux IWG | Intermarché-Wanty-Gobert Matériaux IWG |
| -------------------------------------- | -------------------------------------- | -------------------------------------- |
| Nr.                                    | Fahrer                                 | Platz                                  |
| 121                                    | Biniam Girmay (ERI)                    | DNS-11                                 |
| 122                                    | Aimé De Gendt (BEL)                    | 105.                                   |
| 123                                    | Jan Hirt (CZE)                         | 6.                                     |
| 124                                    | Barnabás Peák (HUN)                    | 110.                                   |
| 125                                    | Domenico Pozzovivo (ITA)               | 8.                                     |
| 126                                    | Lorenzo Rota (ITA)                     | 32.                                    |
| 127                                    | Rein Taaramäe (EST) (Zeitfahren)       | 46.                                    |
| 128                                    | Loïc Vliegen (BEL)                     | DNF-16                                 |

| Israel-Premier Tech IPT | Israel-Premier Tech IPT             | Israel-Premier Tech IPT |
| ----------------------- | ----------------------------------- | ----------------------- |
| Nr.                     | Fahrer                              | Platz                   |
| 131                     | Giacomo Nizzolo (ITA)               | DNS-14                  |
| 132                     | Jenthe Biermans (BEL)               | 123.                    |
| 133                     | Matthias Brändle (AUT) (Zeitfahren) | 147.                    |
| 134                     | Alexander Cataford (CAN)            | 101.                    |
| 135                     | Alessandro De Marchi (ITA)          | 92.                     |
| 136                     | Alex Dowsett (GBR)                  | 134.                    |
| 137                     | Reto Hollenstein (SUI)              | 129.                    |
| 138                     | Rick Zabel (GER)                    | 137.                    |

| Jumbo-Visma TJV | Jumbo-Visma TJV                           | Jumbo-Visma TJV |
| --------------- | ----------------------------------------- | --------------- |
| Nr.             | Fahrer                                    | Platz           |
| 141             | Tom Dumoulin (NED) (Zeitfahren)           | DNF-14          |
| 142             | Edoardo Affini (ITA)                      | 97.             |
| 143             | Koen Bouwman (NED)                        | 21.             |
| 144             | Pascal Eenkhoorn (NED)                    | 62.             |
| 145             | Tobias Foss (NOR) (Straße und Zeitfahren) | 54.             |
| 146             | Gijs Leemreize (NED)                      | 28.             |
| 147             | Sam Oomen (NED)                           | 20.             |
| 148             | Jos van Emden (NED)                       | 89.             |

| Lotto-Soudal LTS | Lotto-Soudal LTS          | Lotto-Soudal LTS |
| ---------------- | ------------------------- | ---------------- |
| Nr.              | Fahrer                    | Platz            |
| 151              | Caleb Ewan (AUS)          | DNS-12           |
| 152              | Thomas De Gendt (BEL)     | 74.              |
| 153              | Matthew Holmes (GBR)      | 116.             |
| 154              | Roger Kluge (GER)         | 149.             |
| 155              | Sylvain Moniquet (BEL)    | 48.              |
| 156              | Michael Schwarzmann (GER) | 133.             |
| 157              | Rüdiger Selig (GER)       | DNF-9            |
| 158              | Harm Vanhoucke (BEL)      | DNF-17           |

| Movistar Team MOV | Movistar Team MOV        | Movistar Team MOV |
| ----------------- | ------------------------ | ----------------- |
| Nr.               | Fahrer                   | Platz             |
| 161               | Alejandro Valverde (ESP) | 11.               |
| 162               | Jorge Arcas (ESP)        | 60.               |
| 163               | Will Barta (USA)         | 59.               |
| 164               | Oier Lazkano (ESP)       | 98.               |
| 165               | Antonio Pedrero (ESP)    | 27.               |
| 166               | José Joaquín Rojas (ESP) | 69.               |
| 167               | Sergio Samitier (ESP)    | DNF-7             |
| 168               | Iván Sosa (COL)          | 49.               |

| Quick-Step Alpha Vinyl QST | Quick-Step Alpha Vinyl QST | Quick-Step Alpha Vinyl QST |
| -------------------------- | -------------------------- | -------------------------- |
| Nr.                        | Fahrer                     | Platz                      |
| 171                        | Mark Cavendish (GBR)       | 145.                       |
| 172                        | Davide Ballerini (ITA)     | 99.                        |
| 173                        | James Knox (GBR)           | 81.                        |
| 174                        | Michael Mørkøv (DEN)       | DNS-7                      |
| 175                        | Mauro Schmid (SUI)         | 75.                        |
| 176                        | Pieter Serry (BEL)         | 148.                       |
| 177                        | Bert Van Lerberghe (BEL)   | 146.                       |
| 178                        | Mauri Vansevenant (BEL)    | 30.                        |

| BikeExchange-Jayco BEX | BikeExchange-Jayco BEX             | BikeExchange-Jayco BEX |
| ---------------------- | ---------------------------------- | ---------------------- |
| Nr.                    | Fahrer                             | Platz                  |
| 181                    | Simon Yates (GBR)                  | DNF-17                 |
| 182                    | Lawson Craddock (USA) (Zeitfahren) | 107.                   |
| 183                    | Lucas Hamilton (AUS)               | 13.                    |
| 184                    | Michael Hepburn (AUS)              | 112.                   |
| 185                    | Damien Howson (AUS)                | 33.                    |
| 186                    | Christopher Juul-Jensen (DEN)      | 93.                    |
| 187                    | Callum Scotson (AUS)               | 80.                    |
| 188                    | Matteo Sobrero (ITA) (Zeitfahren)  | 70.                    |

| Team DSM DSM | Team DSM DSM          | Team DSM DSM |
| ------------ | --------------------- | ------------ |
| Nr.          | Fahrer                | Platz        |
| 191          | Romain Bardet (FRA)   | DNF-13       |
| 192          | Thymen Arensman (NED) | 18.          |
| 193          | Cees Bol (NED)        | DNS-14       |
| 194          | Romain Combaud (FRA)  | 104.         |
| 195          | Alberto Dainese (ITA) | 122.         |
| 196          | Nico Denz (GER)       | 111.         |
| 197          | Chris Hamilton (AUS)  | 39.          |
| 198          | Martijn Tusveld (NED) | 43.          |

| Trek-Segafredo TFS | Trek-Segafredo TFS      | Trek-Segafredo TFS |
| ------------------ | ----------------------- | ------------------ |
| Nr.                | Fahrer                  | Platz              |
| 201                | Giulio Ciccone (ITA)    | 25.                |
| 202                | Dario Cataldo (ITA)     | 73.                |
| 203                | Mattias Skjelmose (DEN) | 40.                |
| 204                | Juan Pedro López (ESP)  | 10.                |
| 205                | Bauke Mollema (NED)     | 26.                |
| 206                | Jacopo Mosca (ITA)      | 103.               |
| 207                | Edward Theuns (BEL)     | 131.               |
| 208                | Otto Vergaerde (BEL)    | 119.               |

| UAE Team Emirates UAD | UAE Team Emirates UAD           | UAE Team Emirates UAD |
| --------------------- | ------------------------------- | --------------------- |
| Nr.                   | Fahrer                          | Platz                 |
| 211                   | João Almeida (POR) (Zeitfahren) | DNS-18                |
| 212                   | Rui Oliveira (POR)              | 141.                  |
| 213                   | Rui Costa (POR)                 | 44.                   |
| 214                   | Alessandro Covi (ITA)           | 45.                   |
| 215                   | Davide Formolo (ITA)            | 36.                   |
| 216                   | Fernando Gaviria (COL)          | 128.                  |
| 217                   | Maximiliano Richeze (ARG)       | 142.                  |
| 218                   | Diego Ulissi (ITA)              | 37.                   |